# جيرمين جونسون
جيرمين جونسون (بالإنجليزية: Jermaine Johnson)‏ (25 يونيو 1980 بكينغستون في جامايكا - ) هو لاعب كرة قدم جامايكي في مركز الوسط. شارك مع منتخب جامايكا لكرة القدم. أما مع النوادي، فقد لعب مع أولدهام أثلتيك وبرادفورد سيتي وبولتون واندررز وشيفيلد وينزداي وTivoli Gardens F.C. ‏ وإندي إليفن ونادي برادفورد بارك أفنيو.

## وصلات خارجية
- جيرمين جونسون على موقع الاتحاد الدولي (مؤرشف)  (الإنجليزية)
- جيرمين جونسون على موقع إي إس بي إن إف سي (الإنجليزية)
- جيرمين جونسون على موقع قاعدة بيانات كرة القدم.إي يو (الإنجليزية)
- جيرمين جونسون على موقع ناشيونال فوتبول تيمز (الإنجليزية)
- جيرمين جونسون على موقع Soccerbase.com (لاعب) (الإنجليزية)
- جيرمين جونسون على موقع Soccerway.com (الإنجليزية)
- جيرمين جونسون على موقع عالم كرة القدم.نت (الإنجليزية)